# Acacia ataxiphylla
Acacia ataxiphylla é uma espécie de leguminosa do gênero Acacia, pertencente à família Fabaceae.